# Massandra
Massandra  (in ucraino Масандра?) (in russo Массандра?) è una località parte del comune di Jalta, in Crimea. Nel 2014 ospitava una popolazione di circa 7.500 abitanti. Degno di nota è il Palazzo Massandra, residenza dell'Imperatore Alessandro III di Russia.